# Ude på vandet
|  | Denne artikel er oprettet af botten Steenthbot ud fra en ekstern database. Den kan derfor have sproglige fejl eller mangler. Denne skabelon kan fjernes efter kontrol af indholdet. |

Ude på vandet er en dansk børnefilm fra 2015 instrueret af Andrias Høgenni.

## Handling
En flaskebums finder ud af at han kan gå på vandet.